# Kota Meureudu
Kota Meureudu is een bestuurslaag in het regentschap Pidie Jaya van de provincie Atjeh, Indonesië. Kota Meureudu telt 687 inwoners (volkstelling 2010).